# День Святої Трійці
П'ятдеся́тниця, або День Зісла́ння Свято́го Ду́ха (грец. πεντηκοστή [ἡμέρα], pentekostē [hēmera] — «п'ятдесятий день»), у православних також День Свято́ї Трі́йці, День Святої Тройці, Зеле́на неді́ля — одне з головних християнських свят, яке у православ'ї входить до числа дванадесятих свят, а в католицизмі має найвищий статус торжества.
Свою назву свято отримало на честь сходження Святого Духа на апостолів, яке їм обіцяв Ісус Христос перед своїм Вознесінням на небеса. Таким чином це свято позначає з'яву людям Всевишнього в усіх трьох іпостасях як святої Трійці: у вигляді Бога-Отця, у вигляді Бога-Сина і у вигляді Бога-Святого Духа.
Давніша назва — Зелені свята, відображає древній культ рослинності (на Трійцю поширений звичай прикрашати житло зеленню). Пізніша християнська Трійця засвідчує пристосування свята до П'ятдесятниці. До Трійці пристосовані обряди завивання дерев або вінків, «кумлення».

## Біблійна основа
Сходження Святого Духа на апостолів описано в перших двох частинах книги Дії. Спершу П'ятдесятниця була юдейським святом, що відбувалося на 50-й день після Пасхи (юдейського Песаху), завжди в неділю. Воно було відоме під назвою Шавуот (שָׁבוּעוֹת) та проводилося на честь першого врожаю. З III ст. — також на честь отримання Тори.
За книгою Дії, коли в Єрусалим прибуло багато людей на святкування Шавуота, апостоли та Марія перебували в світлиці в будинку на Сіонській горі. З ними також були учні Христа і перші віряни. Несподівано на кожного апостола і на Марію зійшов Дух Божий у вигляді язиків полум'я, завдяки чому вони стали здатні говорити мовами, яких раніше не знали. Через це зчинився галас, який привернув увагу знадвору. Апостол Петро вийшов на ґанок і оголосив, що Дух Божий зійшов на апостолів, тож вони можуть проповідувати вчення Христа для різних народів. Їхні промови переконали кілька тисяч людей прийняти хрещення. З них склалася перша християнська Церква в сенсі спільноти вірян, які стали ділити між собою майно порівно.
Першим християнським храмом став будинок на горі Сіон — нині Сіонська світлиця в Єрусалимі, в якій були апостоли і Матір Божа під час сходження Святого Духа.

## Символізм свята

Пятидесятниця, 1597 Ель Греко

Саме зі сходження Святого Духа на апостолів починається історія існування святої вселенської (кафолічної) апостольської Церкви, від якої ведуть походження всі сучасні християнські громади на Землі. Свято Трійці також позначає завершення земних справ Господа, потрібних для спасіння людства від гріха, позаяк Бог завершив цього дня появу в усіх трьох іпостасях перед людьми. Здатність апостолів розмовляти багатьма мовами накладає ще одне значення свята — це свято порозуміння й подолання упереджень, адже Христове вчення призначене для всіх людей, як рівних. Оскільки Христос дав змогу людям воскреснути в майбутньому, і Його слова апостоли понесли різним народам, Трійця також може розумітися як свято життя.

## Святкування

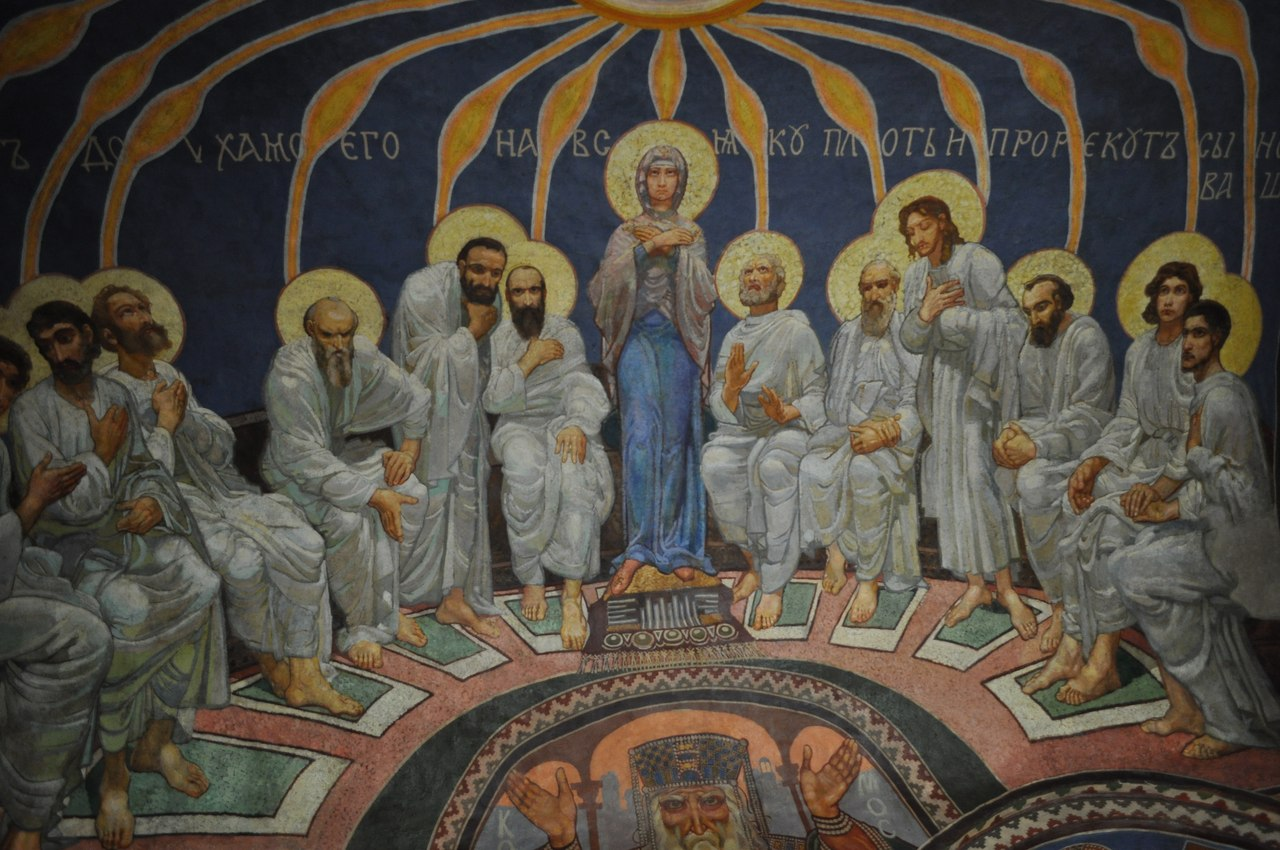
фреска в Кирилівській церкві (Київ) авторства Михайла Врубеля

Свято П'ятдесятниці почали широко відзначати з IV століття, після прийняття церквою догмату про Трійцю — визнання існування єдиного Бога з одночасним визнанням трьох його проявів (іпостасей), спираючись на слова Біблії «Ідіть, научайте всі народи, хрестячи їх в Ім'я Отця, і Сина, і Духа Святого» (Мт 28:19), як наставляв своїх учнів Христос невдовзі після свого воскресіння.
Цього дня у православних храмах виконується одна з найурочистіших та найвеличніших служб у році, до якої включено язичницькі елементи Зелених свят. Підлогу храму устелюють свіжоскошеною травою, ікони прикрашають березовими гілками. В Україні також люди прикрашають житло живими квітами, зокрема, любистком, гілками дерев, травами, такими, як чебрець, м'ята, сон-трава, підлогу застилають лепехою, чебрецем, канупером, полином.
Наступного дня, у понеділок, святкують День Святого Духа.
У католицькій церкві свято Трійці відзначають наступної неділі після свята П'ятдесятниці, коли святкують сходження Святого Духа на апостолів.
Це свято відзначає також більшість протестантів. Не визнається, наприклад, Свідками Єгови, оскільки вони заперечують триєдиність Бога.

## Богослужіння

### У православ'ї
Назва в богослужбових книгах: Неділя святої П'ятдесятниці (церк.-слов. Нєдѣ́лѧ свѧты́ѧ Пєнтико́стїи, грец. Κυριακή της ἁγίας Πεντηκοστής). Цього дня в православних храмах відбувається одна з найбільш урочистих і красивих служб у році. Напередодні, в суботу ввечері служиться святкове всенічне бдіння, на Великій вечірні якого читається три паремії: перша з них розповідає про те, як Святий Дух сходив на праведників у Старому Завіті (Чис 11:16-17, Чис 11:24-29), друга (Йоіл 2:23-32) і третя (Єз 36: 24-28) паремії, за вірою Православної церкви, є пророцтвами про зіслання Святого Духа на апостолів у П'ятдесятницю; уперше після Великого посту співається на стиховні знаменита стихира шостого гласу Царю Небесний, яка повторюється ще двічі після цього на утрені всенічного бдіння; починаючи з цього дня молитва Царю Небесний стає першою молитвою звичайного початку як церковних, так і домашніх молитов. На утрені служиться полієлей і читається Євангеліє від Іоанна, 65-те зачало (Ів. 20:19-23); на утрені співають два канони цього свята: перший написаний Космою Маюмським, другий Іоанном Дамаскіном. У саме свято служиться святкова літургія, на якій читається Апостол, 3-тє зачало (Дії 2:1-11) і читається складене Євангеліє від Іоанна, 27-е зачало (Ів. 7:37-52, Ів. 8:12). Після літургії служиться дев'ята година і велика вечірня, на якій співають стихіри, які прославляють зішестя Святого Духа, під час вечірні тричі ті, хто молиться, на чолі з священик здійснюють колінопреклоніння — встають на коліна, а священик читає сім молитов (перший і другий раз уклінного поклоніння ієрей читає по дві молитви, а втретє — три молитви) за Церкву, за порятунок усіх тих, хто молиться, і за упокій душ усіх спочилих — цим завершується післявеликодній період, під час якого в храмах не роблять колінопреклонінь і земних поклонів.
|                                     | грецькою | церковнослов'янською мовою (транслітерація) | Українською |
| ----------------------------------- | --- | --- | --- |
| Тропар свята, глас 8 (Ἦχος πλ. δ')  | Εὐλογητὸς εἶ, Χριστὲ ὁ Θεὸς ἡμῶν, ὁ πανσόφους τοὺς ἁλιεῖς ἀναδείξας, καταπέμψας αὐτοῖς τὸ Πνεῦμα τὸ ἅγιον, καὶ δι' αὐτῶν τὴν οἰκουμένην σαγηνεύσας, φιλάνθρωπε, δόξα σοι.          | Благослове́н еси́, Христе́ Бо́же наш, и́же прему́дры ловцы́ явле́й, ниспосла́в им Ду́ха Свята́го, и те́ми уловле́й вселе́нную: Человеколю́бче, сла́ва Тебе́                                                                     | Благословенний Ти, Христе Боже наш, що премудрими рибалок явив, пославши їм Духа Святого, і ними уловив вселену Чоловіколюбний, слава Тобі.                                                                             |
| Кондак свята, глас 8 (Ἦχος πλ. δ')  | Ὅτε καταβὰς τὰς γλώσσας συνέχεε, διεμέριζεν ἔθνη ὁ Ὕψιστος· ὅτε τοῦ πυρὸς τὰς γλώσσας διένειμεν, εἰς ἑνότητα πάντας ἐκάλεσε, καὶ συμφώνως δοξάζομεν τὸ πανάγιον Πνεῦμα.            | Егда́ снизше́д язы́ки слия́, разделя́ше язы́ки Вы́шний, егда́ же о́гненныя язы́ки раздая́ше, в соедине́ние вся призва́, и согла́сно сла́вим Всесвята́го Ду́ха.                                                                  | Коли Ти, зійшовши, мови змішав, розділив Ти народи, Всевишній. Коли ж вогненні язики роздавав, то покликав усіх до єдності, і однодушно славимо Святого Духа.                                                           |
| Задостойник свята, глас 4 (Ἦχος δ') | «Χαίροις Ἄνασσα, μητροπάρθενον κλέος. Ἄπαν γὰρ εὐδίνητον εὔλαλον στόμα. Ῥητρεῦον, οὐ σθένει σε μέλπειν ἀξίως. Ἰλιγγιᾷ δὲ νοῦς ἅπας σου τὸν τόκον Νοεῖν ὅθεν σε συμφώνως δοξάζομεν» | Ра́дуйся, Цари́це, матероде́вственная сла́во, вся́ка бо удобообраща́тельная благоглаго́ливая уста́ вити́йствовати не мо́гут, Тебе́ пе́ти досто́йно, изумева́ет же ум всяк Твое́ Рождество́ разуме́ти. Те́мже Тя согла́сно сла́вим. | Радуйся, Царице, матерям і дівам слава! Бо ніякі велеречиві й красномовні уста, не можуть оспівувати Тебе достойно; знемагає і всякий розум, прагнучи осягнути народження від Тебе Христа; тому ми Тебе згідно славимо. |

### У католицизмі
У католицизмі святкування П'ятдесятниці (Зіслання Святого Духа) і дня Святої Трійці розділене, день Святої Трійці відзначається наступної неділі за П'ятдесятницею. У католицькій традиції свято зіслання Святого Духа відкриває так званий «цикл П'ятдесятниці». До нього входять:
- День Святої Трійці (неділя, 7-й день після П'ятдесятниці)
- Свято Тіла і Крові Христових (четвер, 11-й день після П'ятдесятниці)
- Свято Пресвятого Серця Ісуса (п'ятниця, 19-й день після П'ятдесятниці)
- Свято Непорочного Серця Діви Марії (субота, 20-й день після П'ятдесятниці)

Свята зіслання Святого Духа і день Святої Трійці мають у римському літургійному календарі вищий статус — торжества. Кольори вбрання священиків в день П'ятдесятниці — червоні, як нагадування про «вогняні язики», що зійшли на апостолів; а в день Святої Трійці — білі, як і в інші великі свята. У день зіслання Святого Духа служать дві меси за різним чином — меса навечір'я (у суботу ввечері) і меса вдень (у неділю вдень).

Боже, таємницею сьогоднішнього свята Ти освячуєш Церкву Твою, в яку покликані всі народи. Пошли всьому світу рясні дари Духа Святого і зверши в серцях віруючих ті чудеса, які Ти створив на початку проповіді Євангелія. Через Господа нашого Ісуса Христа, Твого Сина, який з Тобою живе і царює в єдності Святого Духа, Бог, на віки віків
— Колекта меси вдень свята П'ятдесятниці

## Народні традиції

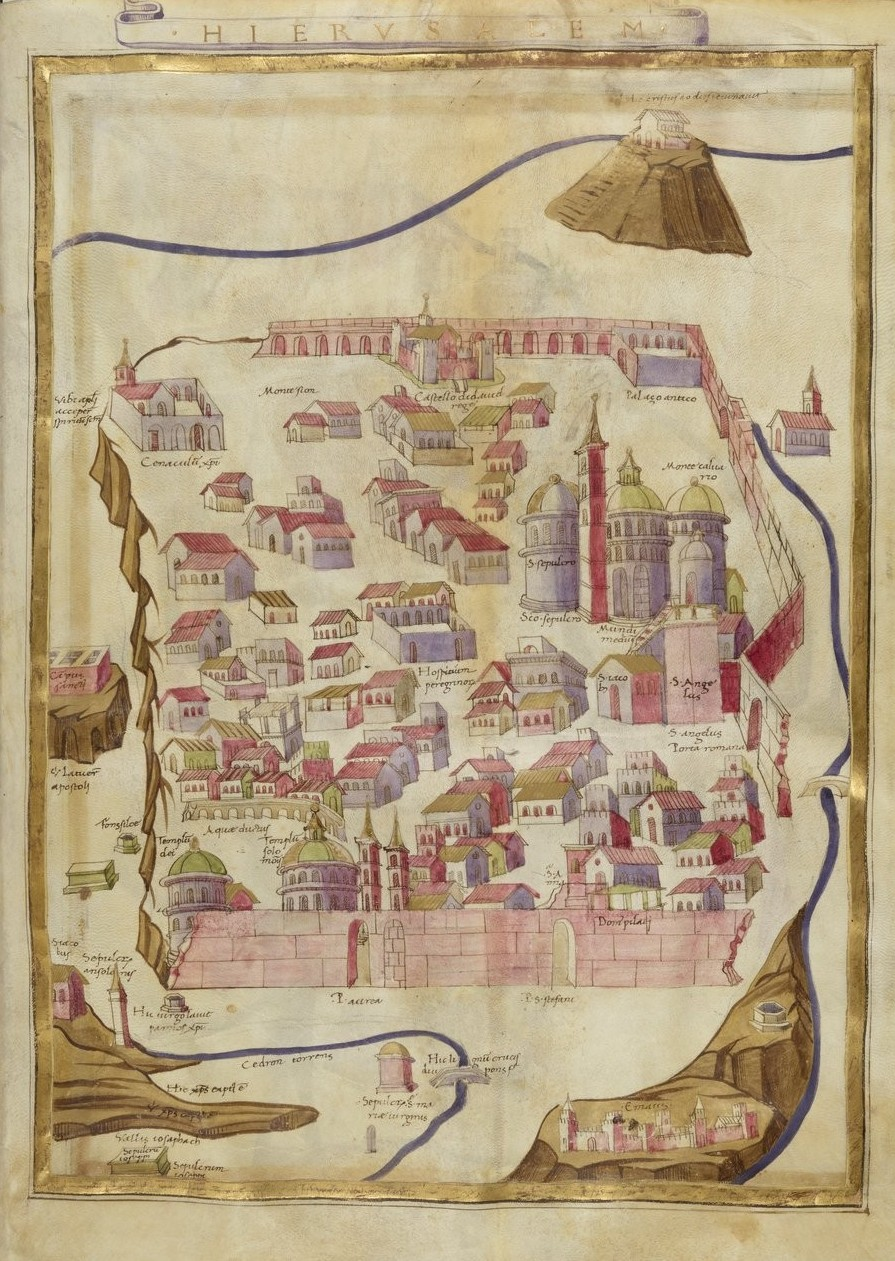
Мапа Єрусалиму 1472 року із позначенням саме Сіонської світлиці

В Італії, в пам'ять про чудо сходження вогненних язиків, було прийнято розкидати пелюстки троянд зі стелі храмів, у зв'язку з чим це свято на Сицилії та в інших місцях Італії називалося 'Pasqua rosatum (Великдень троянд). Інша італійська назва, Pasqua rossa, походить від червоного кольора священицьких вбраннь Трійці.
У Франції під час богослужіння було прийнято дмухати в труби, на згадку звуку сильного вітру, що супроводжував зішестя Святого Духа.
На північному заході Англії на Трійцю (іноді на Духову п'ятницю після Трійці) проводили церковні та капличні ходи, так звані «Духівські прогулянки» (англ. Whit Walks). Як правило, у цих ходах брали участь духові оркестри і хори; дівчата були одягнені в біле. Традиційно проводилися «Духівські ярмарки» (іноді звані «Троїцькими елями»). З Трійцею були пов'язані традиції варити пиво, танцювати мореску, влаштовувати сирні перегони та турніри лучників.
Згідно з фінською приказкою, якщо не знайти собі пару до Трійці, весь наступний рік залишишся самотнім.